# 西口黎央
西口 黎央（にしぐち れお、1997年8月21日 - ）は、大阪府出身のサッカー選手。ポジションはFW。

## クラブ歴
6歳の時に知り合いに誘われてサッカーを始めた。その後、セレッソ大阪U-12、RIPACE、興國高等学校、中京大学に在籍した。
2019年12月13日にアルビレックス新潟シンガポールへの加入内定が発表された。
2020年12月14日にタンジョン・パガー・ユナイテッドFCへの移籍が発表された。